# Свято място
Светите места за различните религии са местата, свързани с възникването им или с култа към основателите на религията. Някои свети места се считат за такива в няколко религии, което ги прави религиозни центрове на света или места на стичане на пилигрими (поклонници) от цял свят.

## Аяважи
Виж Аяважи.
Намиращо се до Суамитопе до Канякумари, Тамил Наду, Индия, Суамитопе пати е сред най-святите места за Аяваши сред другите пати като Панча пати.

## Бахайство
- Багдад (Ирак) – къщата на Бахаула;
- Шираз (Иран) – къщата на Баб;
- Акра (Израел) – храмът на Бахаула;
- Хайфа (Израел) – храмът на Баб, административна резиденция на вярата Бахаи.[1]

## Будизъм
- Лумбини (на границата между Индия и Непал) – родното място на основателя на религията Буда;
- Бодх Гая (Индия) – мястото, където Буда получава просветление;
- Сарнатх (Северна Индия) – мястото, където Буда изнася първото си слово и където се създава обществото на будистките монаси;
- Кушинагар (Индия) – мястото, където Буда минава Паринирвана и е кремиран.

### Тибетски будизъм
- Двореца Потала в Лхаса – резиденция на Далай лама;
- Шигаце – резиденцията на Панчен лама;
- Цурпху – резиденцията на Кармапа.
- Кайлаш – връх в Западната част на Тибет[2].

## Индуизъм
- Вриндавана – Родното мясно на Бог Кришна
- Дварака
- Матхура
- Пури

## Ислям
- Мека – най-святото място в исляма, център на хаджийството;
- Медина – второто по святост място за исляма, свързано с живота на Мохамед и създаването на исляма;
- Йерусалим – джамията Ал-Акса.

Освен тях отделните ислямски общности шиити, сунити и др. имат отделни свети места за поклонение.

## Християнство
- Йерусалим – мястото на разпятието и възкресението на Христос и на Божи гроб;
- Витлеем – рожденото място на Христос;
- Назарет – домът на Христос и мястото, където той е извършвал чудеса.

Възприето е и общото название Свети земи.
Отделните християнски църкви имат и други свети места;

### Англиканска църква
- Кентърбъри (Великобритания) – център на Англиканската църква.

### Арменска апостолическа църква
- Вагаршапат – резиденцията на католикоса.

### Етиопска православна църква
- Аксум – храмът на Дева Мария на Цион;
- Лалибела – комплекс от храмове.

### Протестантска църква
- Витенберг (Германия) – мястото, където Мартин Лутер започна реформацията;
- Женева – наричана протестантски Рим заради управлението на Жан Калвин и неговата реформация;
- Плимут, Масачузетс, САЩ – мястото на английските пуритани;
- Нашвил, Тенеси, САЩ – наричан още протестантски Ватикан.

### Римокатолическа църква
Места с най-много пилигрими са:
- Ватикан (Рим) и Асизи (Италия) – резиденция на папата и място на четирите главни базилики;
- Сантяго де Компостела, Сарагоса и Каравака де ла Круз (Испания);
- Лурд (Франция);
- Нок (Ирландия);
- Фатима (Португалия);
- Ясна Гура, Ченстохова (Полша);
- Мексико (град) (Мексико);
- Апаречида (Бразилия);
- Меджугорие (Босна и Херцеговина);
- Ефес (Турция) – място на почит към Дева Мария и на ранната църковна общност, ръководена от Апостол Павел.

## Шумерска религия
- Вавилон (Ирак) – вратата на Бога;
- Ашур (Месопотамия, Ирак) – свързан с култа към едноименния бог на войната, който според митологията е живял там;
- Ур (Месопотамия, Ирак) – родното място на Авраам, бащата на евреите, християните и мюсюлманите.

## Юдаизъм
- Йерусалим – най-важното свято място, столица на Израелското и Юдейското царство и място на първите храмове;[3]
- Хеброн – гробницата на родоначалниците и родоначалничките на израелтяните, а така също и на Адам и Ева;
- Сафед – мястото, където са създадени израелските традиции;
- Тиверия – място (Синедрион) на последното заседание на юдейския съд преди падането на Израел под римска власт.[4]